# Modernismo (poesía árabe)
El Modernismo fue un movimiento poético de la literatura árabe medieval en el siglo IX. Produjo un cambio en el lenguaje poético de la poesía preislámica, que había quedado obsoleto para la refinada cultura de la civilización arabigomusulmana, cuya capital política y cultural era Bagdad.
Ayudados de la traducción de la Retórica de Aristóteles, del que aprendieron la imaginería poética, el modernismo consistió fundamentalmente en un enriquecimiento del discurso poético a través de la comparación de los objetos, por medio de los procedimientos habituales de la retórica clásica, metonimia, sinécdoque y otras figuras retóricas. El objeto poético se enriqueció con nuevas connotaciones semánticas, podía enlazarse en nuevas y numerosas combinaciones o sustituir mediante metáforas los objetos comparados. De esta forma no importaba tanto lo que se decía o el objeto al que se dedicara el poema como los aspectos formales de este.
Los primeros poemas en reflejar este cambio expresivo son los de tema amoroso, que expresan las nuevas concepciones del amor en la cultura árabe: el amor cortés, el juego amoroso con los esclavos, el homoerotismo. Los poemas amorosos modernistas se llaman gazal; el primer poeta en trabajarlos fue Bassar ibn Burd de Basora, pero el gran maestro tanto de este como de otros géneros modernistas fue Abu Nuwas de Bagdad.